# Andrew Betts
Andrew Richard Betts (Coalville, Leicestershire, Inglaterra, 11 de mayo de 1977) es un exbaloncestista británico. Mide 2,17 metros, y jugaba en la posición de pívot. 
Sus hijas Sienna Betts y Lauren Betts también son jugadoras de baloncesto.

## Trayectoria
El británico de 2,17 metros de altura, destaca por haber estado siete temporadas en España en equipos como el Real Madrid, el TAU Vitoria, el Cajasol, el Joventut y en el GBC.
En el conjunto blanco disputó el tramo final de la temporada 1999/2000, consiguiendo, a pesar del poco tiempo, la Liga ACB de esa campaña. En los años posteriores en la Liga nacional este pívot destacó por asumir roles de estrella, si bien también pudo engrosar su palmarés con un Copa del Rey y un subcampeonato de Euroliga logrado con el TAU. En septiembre de 2011 firmó para una temporada con el Lagun Aro GBC de la ACB

## Trayectoria deportiva
- Teamsystem Bologna (1998-99)
- Pallacanestro Reggiana (1999-00)
- Real Madrid (2000)
- AEK Atenas BC (2000-03)
- Tau Vitoria (2003-05)
- Joventut Badalona (2005-07)
- Cajasol Sevilla (2007-08)
- Aris Salónica (2009-2010)
- BC Budivelnyk Kiev (2010-2011)
- Lagun Aro GBC (2011-2012)